# Тревињано
Тревињано (итал. Trevignano) је насеље у Италији у округу Тревизо, региону Венето.
Према процени из 2011. у насељу је живело 2179 становника. Насеље се налази на надморској висини од 75 м.

## Становништво
Према резултатима пописа становништва 2011. у општини је живело 10.565 становника.
| 1931. | 1936. | 1951. | 1961. | 1971. | 1981. | 1991. | 2001. | 2011.  |
| ----- | ----- | ----- | ----- | ----- | ----- | ----- | ----- | ------ |
| 5.418 | 5.404 | 5.928 | 5.438 | 5.912 | 7.420 | 8.254 | 9.074 | 10.565 |